# Сборная СССР против сборной мира 1970
Сборная СССР против сборной мира 1970 — командный турнир по шахматам, проходивший в Белграде с 29 марта по 5 апреля. В русскоязычной шахматной прессе и литературе соревнование получило название «матч века».
Югославская шахматная федерация предложила проведение этого матча на конгрессе ФИДЕ в 1969 году. Бюджет составлял 100 тысяч американских долларов, что для тех времён было рекордной суммой. Сыграно было 40 партий — 19 из них закончились победой одной из сторон. Команда СССР, средний возраст участников которой был выше, выиграла со счётом 20½:19½, хотя и уступила на первых четырёх досках.
В сборной мира успешнее всего сыграл Бобби Фишер на второй доске против Тиграна Петросяна (3:1), а в советской команде три очка набрал Пауль Керес на 10-й доске.

## Таблица
| Доска | Сборная СССР                       | Сборная мира                              | Страна         | 1 тур | 2 тур | 3 тур | 4 тур | Результат |
| ----- | ---------------------------------- | ----------------------------------------- | -------------- | ----- | ----- | ----- | ----- | --------- |
| 1     | Борис Спасский 4 тур: Леонид Штейн | Бент Ларсен                               | Дания          | ½-½   | 1-0   | 0-1   | 0-1   | 1½-2½     |
| 2     | Тигран Петросян                    | Бобби Фишер                               | США            | 0-1   | 0-1   | ½-½   | ½-½   | 1-3       |
| 3     | Виктор Корчной                     | Лайош Портиш                              | Венгрия        | ½-½   | ½-½   | 0-1   | ½-½   | 1½-2½     |
| 4     | Лев Полугаевский                   | Властимил Горт                            | Чехословакия   | 0-1   | ½-½   | ½-½   | ½-½   | 1½-2½     |
| 5     | Ефим Геллер                        | Светозар Глигорич                         | Югославия      | 1-0   | ½-½   | ½-½   | ½-½   | 2½-1½     |
| 6     | Василий Смыслов                    | Самуэль Решевский 4 тур: Фридрик Олафссон | США · Исландия | ½-½   | 1-0   | 0-1   | 1-0   | 2½-1½     |
| 7     | Марк Тайманов                      | Вольфганг Ульман                          | ГДР            | 1-0   | 1-0   | ½-½   | 0-1   | 2½-1½     |
| 8     | Михаил Ботвинник                   | Милан Матулович                           | Югославия      | 1-0   | ½-½   | ½-½   | ½-½   | 2½-1½     |
| 9     | Михаил Таль                        | Мигель Найдорф                            | Аргентина      | ½-½   | 0-1   | 1-0   | ½-½   | 2-2       |
| 10    | Пауль Керес                        | Борислав Ивков                            | Югославия      | ½-½   | 1-0   | ½-½   | 1-0   | 3-1       |
|       |                                    |                                           |                | 5½:4½ | 6:4   | 4:6   | 5:5   | 20½-19½   |